# Paul Bojack
Paul Bojack (* 25. August 1913 in Neumittelwalde, Schlesien; † 16. Oktober 2008 in Freiberg) war ein deutscher Maler und Grafiker.

## Werdegang
Bojack wuchs in Neumittelwalde auf. Im Jahre 1927 zogen seinen Eltern mit ihm und seinem Bruder Bruno nach Trebnitz, wo er am dortigen Amtsgericht eine Ausbildung für den juristischen Dienst erhielt. Nach der Vertreibung fand Bojack in Freiberg eine neue Heimat und wirkte am Amtsgericht Freiberg als Rechtspfleger.
Neben seiner beruflichen Tätigkeit widmete sich Bojack der Kunst und gehörte 1950 zu den Mitbegründern des Mal- und Zeichenzirkels der Bergakademie Freiberg, wo er von Volker Träger gefördert wurde. 1969 wurde eine Arbeit in den 100 Tafeln umfassenden Querschnittsband zum bildnerischen Volksschaffen in der DDR, Graphikspiegel (Insel-Bücherei 1000/1), aufgenommen.
Später wurde er Mitglied des Künstlerkreises Die Kaue. Noch im hohen Alter war er künstlerisch aktiv und war 1991 einer der Initiatoren der Neugründung des Freiberger Kunstvereins. Zusammen mit Träger gestaltete Bojack im Freiberger Scheringerpark ein 40-Meter-Band mit den Europafahnen. Für sein Lebenswerk wurde Bojack 1999 mit dem Bürgerpreis der Stadt Freiberg ausgezeichnet. Im Jahr 2006 wurde er mit dem Verdienstorden des Freistaats Sachsen geehrt.

## Werk
Zu seinen Vorbildern gehörten Otto Paetz und Curt Querner. Bojack schuf eine Vielzahl von Aquarellen, Grafiken und Linolschnitten. Zu seinen beliebtesten Landschaftsmotiven gehörten die Stadt Freiberg, das Erzgebirge und das Mönchgut, daneben schuf er zahlreiche Blumenstillleben. Internationale Bekanntheit erlangte er durch seine vierzigjährige künstlerische Begleitung der Jahreslosung in der DDR. Die von ihm gestalteten Linolschnitte fanden als Postkarten internationale Verbreitung.

## Einzelausstellungen (Auswahl)
- 1992: Cotta-Haus, Naturkundemuseum Freiberg, Lohgerbermuseum Dippoldiswalde
- 1995: Lohgerbermuseum Dippoldiswalde, Hypo-Bank Freiberg, Petrikirche Freiberg
- 1996: Bad Aibling
- 1998: Naturkundemuseum Freiberg, Retrospektive zum 85. Geburtstag
- 1999: Kuppelhalle Tharandt, Klinik Hetzdorf, Kirche in Quatitz
- 2000: Kuppelhalle Tharandt, Jakobikirche Freiberg, Galerie Koch Freiberg[4]